# Неждет Джевдет
Неждет Джевдет Ниази е български политик. От 2019 година е кмет на община Главиница, област Силистра, издигнат от партия Движение за Права и Свободи (ДПС).

## Биография
Роден на 5 декември 1979 г. в село Сокол, община Главиница, област Силистра. Завършил в РУ „Ангел Кънчев“ с магистърска степен по специалност „Право“.
Професионален опит
- Шест /6/ години трудов стаж /от 2010 до 2016 г./ в Общинско предприятие „Общински имоти и комунални дейности“ – гр. Главиница на длъжност „Директор“.
- Осем /8/ години трудов стаж /от 2002 до 2010 г./ в Общинска администрация гр. Главиница на длъжност главен специалист „Земи, мери, гори и води“;